# モノ近
『モノ近 〜モノむちゃぶりバラエティ〜』（モノちか モノむちゃぶりバラエティ）は、2011年10月25日から同年12月20日まで名古屋テレビ（メ〜テレ）の深夜番組放送枠『テレビノタネ』で放送されたトークバラエティ番組。全7回。ハイビジョン制作。放送時間は毎週火曜 25:25 - 25:55 (JST) 、月初めの週のみ同時間帯で『メ〜テレライブ BOMBER-E』を放送。

## 概要
「モノむちゃぶりバラエティ」をキャッチフレーズに掲げていた深夜番組で、よしもとクリエイティブ・エージェンシー所属の友近がメインを務めていた。彼女は毎回、様々な物体について語る企画や物体をテーマにしたバラエティ企画などに挑戦していた。
この番組が放送されていた『テレビノタネ』は単発番組と放送期間2か月程度のレギュラー番組を交互に放送するという枠で、その中で放送されるレギュラー番組の1つとしてスタートした。

## 出演者
- 友近
- 浅越ゴエ（ザ・プラン9）

## スタッフ
- 構成：森、久松知博
- カメラ：小林孝至
- 音声：中西由香里
- CG：坂本睦
- メイク：根本真奈美
- 衣裳：藤井良子
- 音響効果：大舘明奈
- 宣伝：平松陽介
- 編集：清水良浩
- MA：
- AP：磯崎千絵
- AD：堀田光里
- ディレクター：田村育、角田瞬
- 監修：並木慶
- 演出：塚田秋春
- プロデューサー：太田雅人（メ〜テレ）、加茂忠夫（オフィスクライン）、野中雅弘（よしもとクリエイティブ・エージェンシー）
- 技術協力：スウィッシュジャパン、麻布プラザ、スタジオ ドールアップ、3×7/ヴェントゥオノ
- 制作協力：吉本興業、オフィスクライン、バックアップメディア
- 製作著作：メ〜テレ

## コーナー
- モノトーク
- モノの名前
- おじさんのモノ
- モノをつくろう
- 紙芝居のモノ
- モノうた